# براتکووکا
براتکووکا (به لهستانی:  Bratkówka) یک روستا در لهستان است که در گمینا وویاشووکا واقع شده‌است. براتکووکا ۷۰۰ نفر جمعیت دارد.